# TheNightGame ネコのさくせん
TheNightGame ネコのさくせんは、日本のストップモーション・アニメーション。1話5分。NHK教育のプチプチ・アニメの枠で放送されることがある。初回放送日は2001年4月16日。

## あらすじ
真夜中、2匹の猫が野球をしていた。しかし、ホームランしたボールが運悪く飼い犬のブッチの所に落ちてしまう。猫の内の1匹のトラは、あの手この手でボールを取り返そうとするが・・・。

## キャラクター
本作のキャラクターはネコとイヌのみだが、可愛いというよりも小憎らしく何処か不敵で少しブサイクなものを狙っている。
トラ
声 - 富浜薫（遊◎機械/全自動シアター）
本作の主人公。名前の通りトラネコ。日本猫とスコティッシュフォールドの雑種の為、普段は耳が垂れている。
ミケ
声 - 稲本真帆（ROBOT）
トラの弟分の様な相棒。名前の通り三毛猫で、純日本猫である。
ブッチ
声 - 笹岡敬嗣（ROBOT）
庭に鎖で繋がれた飼い犬。名前の由来は目の周りの斑模様。犬種は設定上はブル・テリアだったが、何と無く柴犬等の日本犬が混ざった風貌になっている。
ブル
声 - 笹岡敬嗣（ROBOT）
ブルドッグ。ブッチ同様飼い犬で、鎖で繋がれている。

## スタッフ
- アニメーション：野村辰寿（ROBOT）
- 音楽：板倉文